# Котани, Генри
Генри Котани (яп. ヘンリー・小谷, настоящее имя Куроити; 25 апреля 1887 — 9 апреля 1972) — японский кинорежиссёр, оператор и актёр.

## Биография
Учился в актёрской школе в США; снимался в фильмах Томаса Харпера Инса и других режиссёров. Был оператором у Сесила Блаунта Демилля. В 1920 году вернулся в Японию. Участвовал в организации Исследовательского киноинститута «Сётику». Был одним из первых японских профессиональных операторов. В его фильме «Полевой мак» дебютировала одна из первых национальных актрис Сумико Курисима. В 1930—е годы отошёл от режиссуры и окончательно перебрался в США.

## Избранная фильмография

### Режиссёр
- 1920 — Островитянка / Shima no onna
- 1921 — Полевой мак / Yûhi no murâ
- 1921 — Телеграфист и его жена / Denkô to sono tsuma
- 1921 — Трава, опасная красавицам /
- 1924 —  / Miyako no funê
- 1924 — Тайный посланец любви / Koi no misshi
- 1924 — Сакура на берегу / Migiwâ no sakura
- 1924 —  / Megurû himitsû
- 1926 — Сверкание любви /

### Оператор
- 1915 —  / The Sable Lorcha
- 1917 —  / The Hostage
- 1918 — Дом тишины / The House of Silence
- 1918 — Верь мне, Ксантиппа / Believe Me, Xantippe
- 1918 — Французский светлячок / The Firefly of France
- 1918 — Меньше, чем родственник / Less Than Kin
- 1918 — Козёл отпущения / The Goat
- 1918 —  / The Way of a Man with a Maid
- 1919 —  / Jane Goes A' Wooing
- 1919 —  / Under the Top
- 1919 — Таинственный сад / The Secret Garden
- 1919 —  / Puppy Love
- 1919 —  / Johnny Get Your Gun
- 1919 —  / Rustling a Bride
- 1919 — Пыл юности / The Heart of Youth
- 1919 — Горная сказка / Told in the Hills
- 1920 — Молодой мистер Уинтроп / Young Mrs. Winthrop
- 1921 — Полевой мак / Yûhi no murâ

### Актёр
- 1914 — Гейша / The Geisha (к/м)
- 1914 — Гнев богов / The Wrath of the Gods — Mr. Hoshida
- 1914 — Останки древней Японии / A Relic of Old Japan (к/м)
- 1914 — Тайфун / The Typhoon — Hironari
- 1915 —  / The Sable Lorcha
- 1921 — Полевой мак / Yûhi no murâ

## Награды
- 1960 — кинопремия Майничи[2].